# 163-я стрелковая дивизия
163-я стрелковая дивизия — войсковое соединение Вооружённых сил СССР, принимавшее участие в Советско-финской и Великой Отечественной войнах.

## История
Дивизия формировалась с августа по начало сентября 1939 года в Тульской области как 163-я стрелковая дивизия на базе стрелкового полка 84-й стрелковой дивизии.
В сентябре 1939 года дивизия была сосредоточена на латвийской границе, в конце октября — начале ноября 1939 года переброшена в Карелию в состав Особого корпуса 8-й армии, затем 9-й армии.
С ноября 1939 года принимала участие в Зимней войне. 11.12.1939 года соединение попало в окружение финских войск под Суомуссалми. 27—30.12.1939 года подверглась фактическому разгрому. Командование 662-го стрелкового полка дивизии за оставление поля боя и устранение от руководства полком было расстреляно перед строем. После войны остатки дивизии отведены в Новгород. В апреле 1940 года имела всего 753 человека кадрового состава, однако в середине апреля 1940 года численность дивизии доведена до шеститысячного состава.
В июне 1940 года на базе 530-го гаубичного артполка 163-й стрелковой дивизии формировался 3-й гаубичный артиллерийский полк, а на базе 759-го стрелкового полка 163-й стрелковой дивизии — 3-й мотострелковый полк 3-й танковой дивизии.
Переформирована в моторизованную дивизию в июне 1940 во Пскове и Черёхе, в таком виде и начала боевые действия в ходе Великой Отечественной войны.
В действующей армии во время ВОВ с 22.06.1941 по 15.09.1941 как 163-я моторизованная дивизия, с 15.09.1941 по 08.04.1943 и с 09.07.1943 по 09.05.1945 как 163-я стрелковая дивизия.

### 1941 год
На 22.06.1941 дислоцируется в Острове, находилась в летних лагерях в Черёхе, имея в своём составе 25 танков БТ-5 и 229 — Т-26, а так же 13 Т-37/38. В 20:00 22.06.1941 выступила из летнего лагеря, оставив часть неисправных танков (всего вышло 211 Т-26 и 22 БТ-5), к 24.06.1941 сосредоточилась в районе Гатчины. 26.06.1941 из состава дивизии изъят 3-й танковый батальон и направлен в район города Тапа, 28.06.1941 — 20 бронемашин в район Пскова. С 30.06.1941 совершает в составе корпуса марш на Порхов, однако в пути 01.07.1941 дивизию из корпуса изымают, она меняет маршрут на Резекне. Перед дивизией была поставлена задача выдвинуться в район Яунлатгале, Карсава, организовать противотанковую оборону по восточному берегу рек Педедзе, Айвиексте на фронте Сита, озеро Лубана. Главные силы дивизии должны были быть сосредоточены в районе Карсава, Балтинава, Яунлатгале, Минина. 25-му танковому полку была придана рота танков КВ, и он был направлен по железной дороге, с задачей к исходу дня 02.07.1941 сосредоточиться в районе Резекне, где и присоединиться к дивизии.
На марше дивизия неоднократно подвергалась авиационным налётам. К 20 часам 02.07.1941 передовые части дивизии достигли северной окраины Резекне, один полк был сразу направлен на южные окраины города. Танковый полк только начал прибывать в Резекне к 11 часам 03.07.1941. Однако дивизия уже с 4 часов утра 03.07.1941 наносит контрудар из района 7 километров севернее Резекне в направлении Дрицены, Виляны в общем направлении на Даугавпилс. В этот же день боевые порядки дивизии были смяты вражескими танками, войска противника вошли в Резекне и дивизии пришлось отойти в восточном направлении на Красный Остров на реке Лжа, открыв дорогу на Псков. На 11.07.1941 состояние дивизии характеризовалось как следующее:
«163-я моторизованная дивизия после тяжелых боев совершенно небоеспособна, потеряв людей (до 60 %), потеряв артиллерию (до 70 %), потеряв танки (до 50 %). Все эти данные только приблизительные — сейчас ведется сбор и подсчет. Брошенной быть в бой дивизия не может».
Затем дивизия участвует в безуспешном контрударе на Остров, наступая с юга, отступает через Порхов. Участвуя в контрударе под Сольцами с 14.07.1941 года, являясь основой южной группы наступления, наступает с рубежа Строкино, Горушка в северном направлении, на Ситню. С 19.07.1941 отходит по направлению к Старой Руссе.
С 12.08.1941 по 25.08.1941 участвует в контрударе под Старой Руссой, попала в окружение, но смогла выйти из него на восточный берег реки Ловать, однако насчитывая в составе всего около 500 человек, затем в августе-сентябре 1941 под напором войск противника отходила на восток за Лычково.
15.09.1941 года переформирована в 163-ю стрелковую дивизию.
Держала оборону в районе Демянска до января 1942 года.

### 1942—1943 годы
В январе 1942 перешла в наступление в ходе Демянской операции, затем, после окружения города вела бои под Демянском вплоть до оставления города вражескими войсками в марте 1943 года.
08.04.1943 отведена в резерв и переброшена сначала под Елец, затем в район Курска, а затем на юго-западный фас Курской Дуги в район населённого пункта Казачья Лисица. Оттуда же в августе 1943 года перешла в наступление в ходе Сумско-Прилукской наступательной операции. На 15-16.08.1943 один из полков вместе с двумя полками 90-й гвардейской стрелковой дивизии, 6-й мотострелковой бригадой и 200-й танковой бригадой попал в окружение, вышел с большими потерями. Продвигаясь по Украине, 16.09.1943 приняла участие в освобождении города Ромны, 18.09.1943 приняла участие в освобождении города Прилуки.
Подошла к Днепру 25.09.1943 года напротив Киева, форсировала реку через Матвеевский залив на Труханов остров, однако была сброшена с плацдарма. Второй раз дивизия форсировала реку 27-29.09.1943 южнее Киева у села Бортничи через Жуков остров, где участвовала в освобождении посёлка Чапаевка. Затем дивизия была переброшена севернее Киева на Лютежский плацдарм, где в течение октября 1943 года ведёт бои за расширение плацдарма. С 03.11.1943 года участвует в Киевской наступательной операции, наступая на юг на крайнем правом фланге группировки, имея справа развёрнутую на запад и прикрывающую наступление 74-ю стрелковую дивизию, слева — 232-ю стрелковую дивизию. Наступает на посёлок Пуща-Водица, затем на Святошино, к 05.11.1943 вышла на рубеж южнее Святошино, немного юго-восточнее Дальнего Яра, где вражеским войскам в ходе контрудара удалось прорвать позиции дивизии. Затем дивизия продолжила наступление в юго-восточном направлении, после чего повернула на юго-запад, ведёт наступление в районе Фастова, продвинулась за 10.11.1943 на 20 километров и заняла деревню Мохначка западнее Фастова.
В течение ноября 1943 года ведёт ожесточённые оборонительные бои на занятых рубежах, вынуждена была оставить Мохначку и отойти несколько севернее. С декабря 1943 года принимает участие в Житомирско-Бердичевской наступательной операции, наступая из района Фастова, 29.12.1943 приняла участие в освобождении города Сквира, продолжила наступление, вышла на подступы к Умани, но была отброшена назад.

### 1944—1945 годы
С 05.03.1944 наступает из района севернее Умани, 13.03.1944 форсирует Южный Буг в районе Ладыжина, затем ведёт бои по уничтожению группировки врага в районе Тульчина, вышла к Днестру, к началу апреля 1944 прорвала оборону противника в районе села Тыновка (Жашковский район, Черкасская область), форсировала реку, 03.04.1944 частью сил приняла участие в освобождении города Хотин, вместе с 44-й гвардейской танковой бригадой замкнув кольцо окружения проскуровской группировки, затем перешла границу с Румынией, форсировала Прут и Серет. За время операции, преследуя противника, с боями прошла 400 километров, освободив более 800 населённых пунктов.
Во время Ясско-Кишинёвской операции наступает из района западнее Ясс на юг, прорвав оборону противника, продолжила наступление, 27.08.1944 подвижным отрядом приняла участие в освобождении города Рымнику-Сэрат, к концу операции вышла в район Плоешти.
К октябрю 1944 переброшена под город Клуж, с 06.10.1944 участвует в Дебреценской наступательной операции, 11.10.1944 приняла участие в освобождении города Клуж, продолжив наступление на северо-запад, к 28.10.1944 вышла на подступы к Мишкольцу.
Возобновив наступление, с 29.10.1944 с тяжёлыми боями медленно продвигается к венгерско-чехословацкой границе, в ночь с 04 на 05.11.1944 форсирует Тису, в декабре 1944 года ведёт бои в окрестностях города Мишкольц, к границе вышла только к февралю 1945 года.
С 21.02.1945 перебрасывается южнее Будапешта, заняла позиции во второй полосе обороны южнее озера Веленце. Прорвав оборону первого эшелона, вражеские войска возобновили наступление на участке дивизии 10-11.03.1945, однако достигли минимального успеха — не более 500—600 метров. С 16.03.1945 дивизия перешла в наступление в ходе Венской наступательной операции на Лепшень и Веспрем, затем на Залаэгерсег и на Грац, на подступы к которому вышла к 15.04.1945 года, после чего весь конец апреля и начало мая 1945 года пробивается к Грацу, вышла к реке Мура, где и закончила боевые действия.
За время войны около 7 тысяч воинов дивизии награждены орденами и медалями, 57 удостоены звания Героя Советского Союза.

### Послевоенное время
В 1945 году переформирована в 25-ю механизированную дивизию и расформирована 16 марта 1947 года.

## Полное наименование
163-я стрелковая Ромненско-Киевская ордена Ленина Краснознамённая орденов Суворова и Кутузова дивизия

## Состав

### 1939—1940
- 529-й стрелковый полк (подчинён 54-й дивизии);
- 662-й стрелковый полк;
- 759-й стрелковый полк;
- 593-й стрелковый полк (входил в 131-ю дивизию);
- 81-й горнострелковый полк (входил в 54-ю дивизию);
- 365-й разведполк;
- 365-й бронебатальон.[2]

### 1941—1945
Как моторизованная дивизия
- 529-й мотострелковый полк
- 759-й мотострелковый полк (майор К. А. Васильев)
- 25-й танковый полк (до 25.08.1941), переформирован в 87-й и 110-й танковые батальоны
- 365-й артиллерийский полк
- 204-й отдельный истребительно-противотанковый дивизион
- 320-й отдельный зенитный артиллерийский дивизион
- 177-й разведывательный батальон
- 230-й лёгкий инженерный батальон
- 248-й отдельный батальон связи
- 172-й артиллерийский парковый дивизион
- 298-й медико-санитарный батальон
- 248-й автотранспортный батальон
- 122-й ремонтно-восстановительный батальон
- 20-я рота регулирования
- 334-я (274-я) полевая хлебопекарня
- 91-я дивизионная артиллерийская мастерская
- 457-я полевая почтовая станция
- 198-я полевая касса Госбанка

Как стрелковая дивизия с 15 сентября 1941 года:
- 529-й стрелковый полк
- 759-й стрелковый полк
- 1318-й стрелковый полк (подполковник И. Д. Панов)
- 365-й артиллерийский полк
- 204-й отдельный истребительно-противотанковый дивизион
- 462-й миномётный дивизион (с 04.11.1941 по 23.10.1942)
- 177-я отдельная разведывательная рота
- 203-й отдельный сапёрный батальон (до 15.07.1943)
- 230-й отдельный сапёрный батальон (с 16.07.1943)
- 248-й отдельный батальон связи (248-я, 863-я отдельная рота связи)
- 298-й медико-санитарный батальон
- 97-я отдельная рота химический защиты
- 267-я автотранспортная рота
- 334-я полевая хлебопекарня
- 250-й дивизионный ветеринарный лазарет
- 837-я полевая почтовая станция
- 509-я полевая касса Госбанка

Перечень № 5 Стрелковых, горнострелковых, мотострелковых и моторизованных дивизий, входивших в состав действующей армии в годы Великой Отечественной войны 1941—1945 гг. / А. П. Покровский. — М.: Министерство обороны, 1956. — 218 с.

## Подчинение
| Дата            | Фронт (округ)               | Армия                 | Корпус                             | Примечания                  |
| --------------- | --------------------------- | --------------------- | ---------------------------------- | --------------------------- |
| 1939—1940       | Ленинградский военный округ | 9-я армия             | 47-й стрелковый корпус             | -                           |
| 22.06.1941 года | Ленинградский военный округ | -                     | 1-й механизированный корпус        | с 24.06.1941 Северный фронт |
| 01.07.1941 года | Северо-Западный фронт       | 11-я армия            | 1-й механизированный корпус        | -                           |
| 10.07.1941 года | Северо-Западный фронт       | 11-я армия            | 1-й механизированный корпус        | -                           |
| 01.08.1941 года | Северо-Западный фронт       | 11-я армия            | -                                  | -                           |
| 01.09.1941 года | Северо-Западный фронт       | 34-я армия            | -                                  | -                           |
| 01.10.1941 года | Северо-Западный фронт       | 34-я армия            | -                                  | -                           |
| 01.11.1941 года | Северо-Западный фронт       | 34-я армия            | -                                  | -                           |
| 01.12.1941 года | Северо-Западный фронт       | 34-я армия            | -                                  | -                           |
| 01.01.1942 года | Северо-Западный фронт       | 34-я армия            | -                                  | -                           |
| 01.02.1942 года | Северо-Западный фронт       | 34-я армия            | -                                  | -                           |
| 01.03.1942 года | Северо-Западный фронт       | 34-я армия            | -                                  | -                           |
| 01.04.1942 года | Северо-Западный фронт       | 34-я армия            | -                                  | -                           |
| 01.05.1942 года | Северо-Западный фронт       | 34-я армия            | -                                  | -                           |
| 01.06.1942 года | Северо-Западный фронт       | 34-я армия            | -                                  | -                           |
| 01.07.1942 года | Северо-Западный фронт       | 34-я армия            | -                                  | -                           |
| 01.08.1942 года | Северо-Западный фронт       | 34-я армия            | -                                  | -                           |
| 01.09.1942 года | Северо-Западный фронт       | 34-я армия            | -                                  | -                           |
| 01.10.1942 года | Северо-Западный фронт       | 34-я армия            | -                                  | -                           |
| 01.11.1942 года | Северо-Западный фронт       | 34-я армия            | -                                  | -                           |
| 01.12.1942 года | Северо-Западный фронт       | 34-я армия            | -                                  | -                           |
| 01.01.1943 года | Северо-Западный фронт       | 34-я армия            | -                                  | -                           |
| 01.02.1943 года | Северо-Западный фронт       | 11-я армия            | -                                  | -                           |
| 01.03.1943 года | Северо-Западный фронт       | 11-я армия            | -                                  | -                           |
| 01.04.1943 года | Северо-Западный фронт       | 11-я армия            | -                                  | -                           |
| 01.05.1943 года | Резерв Ставки ВГК           | 27-я армия            | -                                  | -                           |
| 01.06.1943 года | Степной военный округ       | 27-я армия            | -                                  | -                           |
| 01.07.1943 года | Степной военный округ       | 27-я армия            | -                                  | -                           |
| 01.08.1943 года | Воронежский фронт           | 27-я армия            | -                                  | -                           |
| 01.09.1943 года | Воронежский фронт           | 6-я гвардейская армия | 22-й гвардейский стрелковый корпус | -                           |
| 01.10.1943 года | Воронежский фронт           | 38-я армия            | 50-й стрелковый корпус             | -                           |
| 01.11.1943 года | 1-й Украинский фронт        | 38-я армия            | 50-й стрелковый корпус             | -                           |
| 01.12.1943 года | 1-й Украинский фронт        | 40-я армия            | 50-й стрелковый корпус             | -                           |
| 01.01.1944 года | 1-й Украинский фронт        | 40-я армия            | 50-й стрелковый корпус             | -                           |
| 01.02.1944 года | 1-й Украинский фронт        | 40-я армия            | 51-й стрелковый корпус             | -                           |
| 01.03.1944 года | 2-й Украинский фронт        | 40-я армия            | 104-й стрелковый корпус            | -                           |
| 01.04.1944 года | 2-й Украинский фронт        | 40-я армия            | 50-й стрелковый корпус             | -                           |
| 01.05.1944 года | 2-й Украинский фронт        | 40-я армия            | 50-й стрелковый корпус             | -                           |
| 01.06.1944 года | 2-й Украинский фронт        | 40-я армия            | 50-й стрелковый корпус             | -                           |
| 01.07.1944 года | 2-й Украинский фронт        | 40-я армия            | -                                  | -                           |
| 01.08.1944 года | 2-й Украинский фронт        | 40-я армия            | -                                  | -                           |
| 01.09.1944 года | 2-й Украинский фронт        | 27-я армия            | 104-й стрелковый корпус            | -                           |
| 01.10.1944 года | 2-й Украинский фронт        | 27-я армия            | 104-й стрелковый корпус            | -                           |
| 01.11.1944 года | 2-й Украинский фронт        | 27-я армия            | 33-й стрелковый корпус             | -                           |
| 01.12.1944 года | 2-й Украинский фронт        | 27-я армия            | 104-й стрелковый корпус            | -                           |
| 01.01.1945 года | 2-й Украинский фронт        | 27-я армия            | 35-й гвардейский стрелковый корпус | -                           |
| 01.02.1945 года | 2-й Украинский фронт        | 27-я армия            | 35-й гвардейский стрелковый корпус | -                           |
| 01.03.1945 года | 3-й Украинский фронт        | 27-я армия            | 35-й гвардейский стрелковый корпус | -                           |
| 01.04.1945 года | 3-й Украинский фронт        | 27-я армия            | 35-й гвардейский стрелковый корпус | -                           |
| 01.05.1945 года | 3-й Украинский фронт        | 27-я армия            | 35-й гвардейский стрелковый корпус | -                           |

## Награды и наименования
| Награда (наименование)            | Дата                  | За что награждена |
| --------------------------------- | --------------------- | --- |
| Почетное наименование «Роменская» | 19 сентября 1943 года | Присвоено приказом Верховного Главнокомандующего в ознаменование одержанной победы и за отличие в боях при освобождении города Ромны |
| Почетное наименование «Киевская»  | 6 ноября 1943 года    | Присвоено приказом Верховного Главнокомандующего в ознаменование одержанной победы и за отличие в боях при освобождении Киева. |
| Орден Красного Знамени            | 19 марта 1944 года    | Награждена Указом Президиума Верховного Совета СССР от 19 марта 1944 года за образцовое выполнение боевых заданий командования в боях с немецкими захватчиками за освобождение крупного железнодорожного узла и города Вапнярка и проявленные при этом доблесть и мужество.             |
| Орден Суворова II степени         | 8 апреля 1944 года    | Награждена Указом Президиума Верховного Совета СССР от 8 апреля 1944 года за образцовое выполнение заданий командования при форсировании Днестра, овладение городом и важным железнодорожным узлом Бельцы, выход на государственную границу и проявленные при этом доблесть и мужество. |
| Орден Ленина                      | 18 апреля 1944 года   | Награждена Указом Президиума Верховного Совета СССР от 18 апреля 1944 года за образцовое выполнение заданий командования в боях за освобождение города Хотин и проявленные при этом доблесть и мужество.                                                                                |
| Орден Кутузова II степени         | 15 сентября 1944 года | Награждена Указом Президиума Верховного Совета СССР от 15 сентября 1944 года за образцовое выполнение заданий командования в боях с немецкими захватчиками, за овладение городом Плоешти и проявленные при этом доблесть и мужество.                                                    |

Награды частей дивизии:
- 529-й стрелковый Фокшанский[11] полк
- 759-й стрелковый Клужский[12] Краснознамённый[13] ордена Богдана Хмельницкого (II степени)[14] полк
- 1318-й стрелковый Мишкольцкий[15] орденов Кутузова и Богдана Хмельницкого (II степени)[16] полк
- 365-й артиллерийский Фокшанский[11] полк

## Командование

### Командиры
- Зеленцов, Андрей Иванович (14.08.1939 — 04.06.1940), полковник, с 04.11.1939 комбриг;
- Кузнецов, Иван Михайлович (04.06.1940 — 18.09.1941)[17], генерал-майор;
- Попов, Пётр Ефимович (19.09.1941 — 29.09.1941), полковник;
- Котов, Григорий Петрович (30.09.1941 — 16.02.1942), полковник;
- Назаров, Михаил Семёнович (17.02.1942 — 08.05.1942), полковник;
- Васильев, Кузьма Андреевич (09.05.1942 — 17.03.1943), полковник;
- Карлов, Фёдор Васильевич (18.03.1943 — июль 1945), полковник, с 13.09.1944 генерал-майор;
- Меркушин Василий Сергеевич (июль 1945 — октябрь 1945), подполковник;
- Ромашин, Филипп Николаевич (октябрь 1945 — январь 1946), генерал-майор;
- Лазько, Григорий Семёнович (июль 1946 — март 1947), генерал-майор.

### Заместители командира
- Панов, Иван Дмитриевич (23.04.1942 — 09.09.1942), подполковник;

## Отличившиеся воины дивизии
| Награда | Ф. И. О.                           | Должность                                                             | Звание            | Дата награждения | Примечания                                                                   |
| ------- | ---------------------------------- | --------------------------------------------------------------------- | ----------------- | ---------------- | ---------------------------------------------------------------------------- |
|         | Алешкевич, Степан Филимонович      | разведчик 759-го стрелкового полка                                    | красноармеец      | 13.09.1944       | погиб 04.05.1944                                                             |
|         | Андреев, Кесарь Фёдорович          | политрук разведывательной роты 81-го горно-стрелкового полка          | политрук          | 26.01.1940       | погиб 1212.1939                                                              |
|         | Андреев, Кирилл Дементьевич        | Парторг батальона 1318-го стрелкового полка                           | старший сержант   | 29.10.1943       |                                                                              |
|         | Аникин, Николай Андреевич          | Помощник командира сапёрного взвода 1318-го стрелкового полка         | сержант           | 29.10.1943       |                                                                              |
|         | Балуков, Николай Михайлович        | Командир пулемётной роты 529-го стрелкового полка                     | старший лейтенант | 29.10.1943       | погиб 07.11.1943                                                             |
|         | Белопольский, Иван Павлович        | стрелок 529-го стрелкового полка                                      | красноармеец      | 29.10.1943       |                                                                              |
|         | Богашев, Александр Иннокентьевич   | Командир роты автоматчиков 529-го стрелкового полка                   | старший лейтенант | 13.09.1944       |                                                                              |
|         | Бойко, Дмитрий Дмитриевич          | командир 759-го стрелкового полка                                     | майор             | 13.09.1944       |                                                                              |
|         | Васильев, Александр Макарович      | командир отделения 81-го стрелкового полка                            | младший командир  | 26.01.1940       |                                                                              |
|         | Васильев, Фёдор Андреевич          | командир взвода 1318-го стрелкового полка                             | младший лейтенант | 29.10.1943       |                                                                              |
|         | Вербицкий, Тимофей Сергеевич       | Командир отделения 759-го стрелкового полка                           | старший сержант   | 10.01.1944       | погиб в январе 1944 года                                                     |
|         | Внуков, Михаил Николаевич          | стрелок 1318-го стрелкового полка                                     | красноармеец      | 29.10.1943       |                                                                              |
|         | Волков, Лазарь Григорьевич         | сапёр 1318-го стрелкового полка                                       | красноармеец      | 10.01.1944       |                                                                              |
|         | Воронин, Степан Никитович          | Командир артиллерийской батареи 759-го стрелкового полка              | капитан           | 13.09.1944       | посмертно                                                                    |
|         | Воротынцев, Иван Моисеевич         | Автоматчик 1318-го стрелкового полка                                  | красноармеец      | 29.10.1943       |                                                                              |
|         | Гаврилов, Иван Самсонович          | командир отделения 1318-го стрелкового полка                          | младший сержант   | 29.10.1943       |                                                                              |
|         | Головко, Павел Андреевич           | Автоматчик 759-го стрелкового полка                                   | красноармеец      | 13.09.1944       |                                                                              |
|         | Гутман, Анатолий Григорьевич       | Командир взвода 529-го стрелкового полка                              | старший лейтенант | 10.01.1944       |                                                                              |
|         | Дьяченко, Андрей Васильевич        | Стрелок 1318-го стрелкового полка                                     | красноармеец      | 10.01.1944       | умер от ран 3 марта 1944 года                                                |
|         | Дьяченко, Иван Давидович           | Стрелок 1318-го стрелкового полка                                     | красноармеец      | 29.10.1943       | посмертно                                                                    |
|         | Дубинский, Иван Яковлевич          | Разведчик 759-го стрелкового полка                                    | красноармеец      | 13.09.1944       | посмертно                                                                    |
|         | Евишев, Григорий Лукьянович        | командир орудия 529-го стрелкового полка                              | сержант           | 10.01.1944       | -                                                                            |
|         | Ивашуров, Сергей Тимофеевич        | командир отделения роты связи 529-го стрелкового полка                | сержант           | 29.10.1943       | -                                                                            |
|         | Калюжный, Николай Гаврилович       | командир роты 1318-го стрелкового полка                               | лейтенант         | 03.06.1944       | посмертно                                                                    |
|         | Карасёв, Иван Романович            | командир отделения связи 1318-го стрелкового полка                    | младший сержант   | 29.10.1943       |                                                                              |
|         | Карлов, Фёдор Васильевич           | Командир дивизии                                                      | полковник         | 17.05.1944       | -                                                                            |
|         | Каширин, Александр Иванович        | командир противотанкового орудия 529-го стрелкового полка             | сержант           | 29.10.1943       |                                                                              |
|         | Комиссаров, Валентин Владимирович  | Комсорг роты автоматчиков 529-го стрелкового полка                    | сержант           | 13.09.1944       |                                                                              |
|         | Котельников, Михаил Фёдорович      | Командир взвода 529-го стрелкового полка                              | младший лейтенант | 29.10.1943       | погиб 6.11.1943                                                              |
|         | Кузин, Алексей Николаевич          | Командир стрелкового взвода 529-го стрелкового полка                  | младший лейтенант | 29.10.1943       |                                                                              |
|         | Куцый, Пётр Антонович              | Командир отделения 1318-го стрелкового полка                          | красноармеец      | 29.10.1943       | лишён звания 30.01.1954                                                      |
|         | Литвинюк, Фёдор Григорьевич        | Помощник командира взвода 529-го стрелкового полка                    | старший сержант   | 10.01.1944       | умер от ран 06.02.1944                                                       |
|         | Манакин, Михаил Григорьевич        | политрук роты 81-го горнострелкового полка                            | младший политрук  | 26.01.1940       | -                                                                            |
|         | Мильдзихов, Хаджимурза Заурбекович | Командир отделения 177 отдельной разведывательной роты                | старший сержант   | 16.03.1942       |                                                                              |
|         | Михалицын, Пётр Тихонович          | Командир разведывательной роты 81-го стрелкового полка                | лейтенант         | 26.01.1940       |                                                                              |
|         | Мозгалёв, Алексей Павлович         | Командир миномётного расчёта 529-го стрелкового полка                 | сержант           | 29.10.1943       |                                                                              |
|         | Наговицин, Пимен Николаевич        | Командир отделения автоматчиков 529-го стрелкового полка              | младший сержант   | 13.09.1944       | погиб 6.10.1944                                                              |
|         | Надён, Иван Петрович               | Автоматчик 529-го стрелкового полка                                   | красноармеец      | 13.09.1944       | погиб 5.11.1944                                                              |
|         | Наливайко, Владимир Георгиевич     | Командир батальона 1318-го стрелкового полка                          | капитан           | 28.05.1945       |                                                                              |
|         | Непочатых, Илья Кириллович         | Командир взвода 759-го стрелкового полка                              | лейтенант         | 10.01.1944       |                                                                              |
|         | Никандров, Василий Павлович        | разведчик 177 отдельной разведывательной роты                         | красноармеец      | 15.05.1946       |                                                                              |
|         | Овсянников, Михаил Кузьмич         | Командир отделения 230-го отдельного сапёрного батальона              | старший сержант   | 29.10.1943       | погиб 23.03.1944                                                             |
|         | Панченко, Алексей Яковлевич        | стрелок 1318-го стрелкового полка                                     | красноармеец      | 29.10.1943       | погиб 15.10.1943                                                             |
|         | Перепечин, Михаил Романович        | Помощник командира разведывательного взвода 759-го стрелкового полка  | сержант           | 13.09.1944       |                                                                              |
|         | Пилипенко, Михаил Корнеевич        | Командир отделения роты связи 1318-го стрелкового полка               | младший сержант   | 29.10.1943       |                                                                              |
|         | Попов, Фёдор Григорьевич           | Командир 9-й стрелковой роты 759-го стрелкового полка                 | старший лейтенант | 24.03.1945       | погиб 4.01.1945                                                              |
|         | Птицин, Андрей Николаевич          | Стрелок 529-го стрелкового полка                                      | красноармеец      | 29.10.1943       | погиб 25.12.1943                                                             |
|         | Рощин, Александр Иосифович         | Командир телефонного взвода связи 529-го стрелкового полка            | лейтенант         | 29.10.1943       |                                                                              |
|         | Санжиев, Тогон Санжиевич           | Снайпер 529-го стрелкового полка                                      | сержант           | 1942             | уже к 1942 году уничтожил 186 солдат и офицеров противника, погиб 26.06.1942 |
|         | Свидинский, Иосиф Викентьевич      | разведчик 177-й отдельной разведывательной роты                       | ефрейтор          | 29.10.1943       |                                                                              |
|         | Силантьев Михаил Николаевич        | Командир отделения сапёрного батальона                                | ефрейтор          | 29.10.1943       |                                                                              |
|         | Синильников, Валерий Яковлевич     | Командир пулемётного расчёта пулемётной роты 529-го стрелкового полка | сержант           | 29.10.1943       |                                                                              |
|         | Скушников, Георгий Арсентьевич     | Помощник командира взвода 529-го стрелкового полка                    | старший сержант   | 29.10.1943       | погиб 19.10.1943                                                             |
|         | Сластихин, Алексей Иванович        | Командир взвода пешей разведки 529-го стрелкового полка               | сержант           | 29.10.1943       |                                                                              |
|         | Слепанов, Алексей Сергеевич        | разведчик 759-го стрелкового полка                                    | красноармеец      | 13.09.1944       | погиб 29.09.1944                                                             |
|         | Солодков, Николай Иванович         | Командир отделения 529-го стрелкового полка                           | ефрейтор          | 29.10.1943       |                                                                              |
|         | Стахорский, Алексей Петрович       | стрелок 1318-го стрелкового полка                                     | красноармеец      | 29.10.1943       |                                                                              |
|         | Стрельцов, Василий Андреевич       | Командир отделения 230 отдельного сапёрного батальона                 | сержант           | 29.10.1943       |                                                                              |
|         | Томилов, Арсентий Тимофеевич       | стрелок 1318-го стрелкового полка                                     | красноармеец      | 10.01.1944       |                                                                              |
|         | Угаров, Михаил Владимирович        | Командир отделения автоматчиков 1318-го стрелкового полка             | сержант           | 29.10.1943       |                                                                              |
|         | Хохлов, Моисей Залманович          | Командир отделения 1318-го стрелкового попка                          | сержант           | 29.10.1943       |                                                                              |
|         | Шамшик, Николай Ефимович           | Командир отделения взвода пешей разведки 759-го стрелкового полка     | старший сержант   | 13.09.1944       |                                                                              |
|         | Шапкин, Николай Павлович           | Командир взвода 863-й отдельной роты связи                            | ефрейтор          | 29.05.1945       | посмертно, закрыл телом амбразуру 12.12.1944                                 |
|         | Шарабарин, Николай Александрович   | стрелок 529-го стрелкового полка                                      | красноармеец      | 29.10.1943       |                                                                              |
|         | Шулятиков, Василий Александрович   | Командир взвода 863-й отдельной роты связи                            | старший лейтенант | 29.10.1943       |                                                                              |
|         | Шутов, Виктор Алексеевич           | Стрелок 529-го стрелкового полка                                      | красноармеец      | 29.10.1943       | пропал без вести                                                             |
|         | Щецура, Дмитрий Васильевич         | Разведчик 759-го стрелкового полка                                    | ефрейтор          | 29.10.1943       | -                                                                            |